# Frälsaren (roman)
Frälsaren (originaltitel: Frelseren) är en roman från 2005 av den norske författaren Jo Nesbø och den sjätte boken i Harry Hole-serien. Romanen utkom 2006 i svensk översättning av Per Olaisen på Forum bokförlag. På norska utkom romanen på förlaget Aschehoug.

## Handling
En musikant inom Frälsningsarmén skjuts på öppen gata i Oslo. Harry Hole inser att mordet är ett beställningsjobb utfört av en torped.